# 雅科比纳
雅科比纳（葡萄牙語：Jacobina）是巴西巴伊亚州的一个市镇。总面积2319.825平方公里，总人口79013人，人口密度34.1人/平方公里。